# Fågelberga

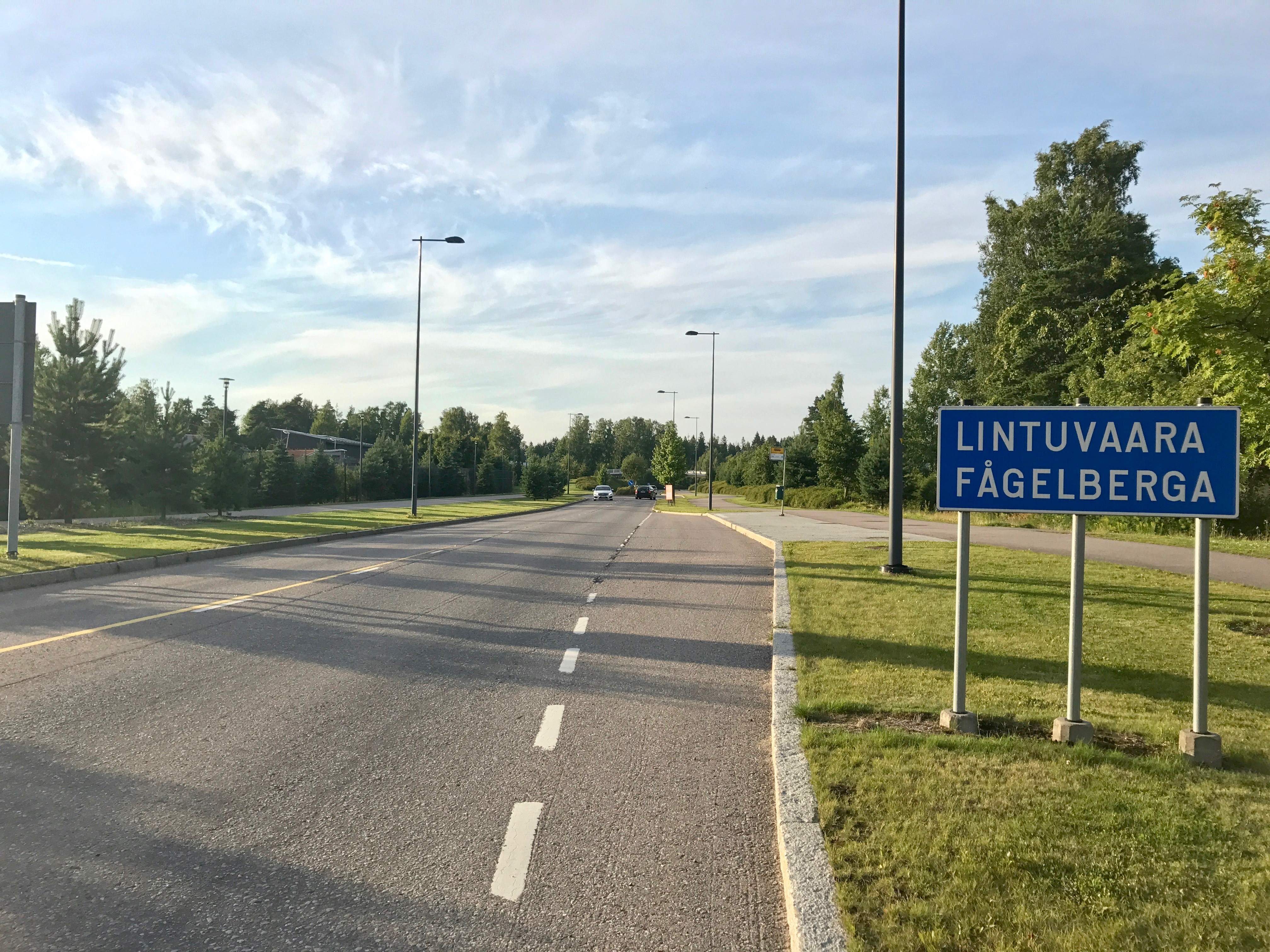
Infart tilll Fågelberga

Fågelberga (finska: Lintuvaara) är en stadsdel i Esbo stad och hör administrativt till Stor-Alberga storområde. 
Namnet Fågelberga är ett ganska nytt och romantiserat namn som baserar sig på grannstadsdelen Albergas namn. Namnet togs i bruk vid slutet av 1950-talet; tidigare hade området kallats Harakka. De flesta vägar är namngivna enligt fågelarter som till exempel Blåhakevägen. 
Fågelbergas stadsplan är enkel; två parallella raka gator (Fågelbergavägen och Tavastbyvägen) med flera sidogator och några parallellvägar. En del av området parcellerades i början av 1900-talet, men en stor del av byggnadsbeståndet består av frontmannahus som byggdes på 1940- och 1950-talen. Det övriga byggnadsbeståndet är också det småhusbetonat. 